# Пренітизація
Пренітизація (рос. пренитизация, англ. prehnitization, нім. Prehnitisation f, Prehnitisierung f) – процес перетворення деяких мінералів, зокрема польового шпату, плагіоклазу в преніт.